# Deltentosteus quadrimaculatus
Deltentosteus quadrimaculatus é uma espécie de peixe da família Gobiidae e da ordem Perciformes.

## Morfologia
- Os machos podem atingir 8 cm de comprimento total.[5][6]

## Predadores
Em Espanha sofre predação por Ophichthus rufus, Lepidorhombus boscii, Lepidorhombus whiffiagonis e Chelidonichthys lucernus, e em França por Zeus faber.

## Habitat
É um peixe marítimo, de clima subtropical e demersal que vive até 333 m de profundidade.

## Distribuição geográfica
É encontrado em: Argélia, Gibraltar, Grécia, Itália, o Líbano, Malta, Eslovénia e Turquia.

## Observações
É inofensivo para os humanos.